# تشيت وينتيرز
تشيت وينتيرز (بالإنجليزية: Chet Winters)‏ هو لاعب كرة قدم أمريكية أمريكي، ولد في 22 أكتوبر 1960 في شيكاغو في الولايات المتحدة.

## وصلات خارجية
- تشيت وينتيرز على موقع مرجع كرة القدم المحترفة.كوم (الإنجليزية)